# Gianfrancesco María de Médici
Gianfrancesco María de Médici, (Venecia, 25 de agosto de 1619 - Florencia, 18 de diciembre de 1689), hijo de Juan de Médici, (hijo ilegítimo del Gran Duque de Toscana Cosme I de Médici, y de Eleonora de Albizzi) y de Livia Vernazza. 

## Primeros años
Gianfrancesco nació durante la estadía de su padre Juan de Médici, en Venecia, como general al servicio de la República de Venecia. Nació de una relación ilegítima, pero fue legítimado por el hecho de que sus padres se casaran el mismo día de su nacimiento. 
Debido a que su madre tenía una reputación cuestionable, le fue arrebatado a ella después de la muerte de su padre, en 1621, y fue criado por su numerosa y poderosa familia paterna, los Médici en Florencia.
Su madre lo siguió también a Florencia, pero se estableció en Villa Le Grinders, entonces encarcelada, y luego encerrada en un convento hasta 1639. Los Médici hicieron anular el matrimonio de Juan, a fin de evitar cualquier reclamo dinástico. Gianfrancesco se convirtió en ilegítimo, pero la familia gran ducal le concedió un salario anual.

## Muerte
Gianfrancesco murió 18 de diciembre de 1689, a los 70 años.